# Xbox 360
Xbox 360是美國的電腦軟體公司微軟所發行的第二部家用遊戲主機，為Xbox的後繼機種。Xbox 360為索尼電腦娛樂PlayStation 3和任天堂Wii的市場競爭者，同為第七世代遊戲主機。Xbox 360最早於2005年5月12日，在E3遊戲展前一星期首度曝光，2005年11月22日在北美地區上市，其後擴展至歐洲及日本地區，而香港及台灣也已經於2006年3月16日正式上市。
Xbox 360可與Xbox LIVE緊密結合，玩家可以透過Xbox聆聽、觀賞各式音樂、影片、電影和電視節目。Xbox 360也在個別地區提供與第三方廠商合作的多媒體串流服務，例如在美國的Netflix和ESPN服務，以及英國的Sky Player服務。在台灣則是和台中的威達雲端電訊合作(現名為大台中數位有線電視)，將Xbox 360當作數位機上盒，提供高畫質電視節目。
2016年4月20日，微軟公司宣佈將停產Xbox 360，但Xbox LIVE將繼續為現有的Xbox 360玩家服務，截至2021，微軟官網宣布最低支援商品為Xbox One S，Xbox 360網路連線伺服器是否仍繼續支援未能確認。

## 歷史

### 開發
Xbox 360在開發時有著Xbox Next、Xenon、Xbox 2和Xbox FS等稱呼。Xbox 360的構想在2003年初被提出。2003年2月，由微軟副總裁J Allard帶領的Xenon軟體平台設計計畫展開，同月，微軟邀請了四百名遊戲開發者在華盛頓州的貝爾維尤舉行會議，以尋求他們對新遊戲主機的支持。同樣在二月時，前美國SEGA總裁Peter Moore加入了微軟。2003年8月12日，ATI與微軟簽訂製造新主機顯示晶片的合約，此協議並在簽訂的兩天後公開。在Xbox 360正式上市前，多部初期開發套件被發現是用蘋果的Power Mac G5所改裝而成。這是因為Power Mac G5的PowerPC 970處理器架構與Xbox 360所使用的IBM特製Xenon處理器相同。Xenon處理器的核心是從PlayStation 3的Cell處理器PPE架構些微修改而來。根據David Shippy和Mickie Phipps的說法，IBM的員工對索尼和東芝隱藏了這件事。

### 名称由来
微软公司设计Xbox 360时的主要目标是“创造一个生动的娱乐体验”。基于这个创意，微软推出了全新的Xbox 360游戏平台，提供给用户独特的娱乐体验，更多的是注重他们个性化的游戏喜好和游戏风格，而不是游戏本身。将用户做为整个娱乐体验的中心，一切的设计和服务都是以他们为本。因此微软采用了象征意义的360°作为名称。另外由于竞争对手已经进入第三代，微软不愿意采用Xbox 2的名字，让其产品给消费者落后的感觉。

### 上市
Xbox 360於2005年11月22日在美國和加拿大上市，隨後於12月2日在歐洲、12月10日在日本上市。2006年3月16日於香港和台灣上市。Xbox 360第一年就在36個國家上市，創下遊戲主機第一年上市國家數的新紀錄。
上市初的Xbox 360外型呈白色流線型，使用三核心IBMPowerPC架構的Xenon處理器以及ATI設計的Xenos顯示晶片，主機並內建網路連線功能，亦支援DVD影片播放。

### 加強多媒體影音功能

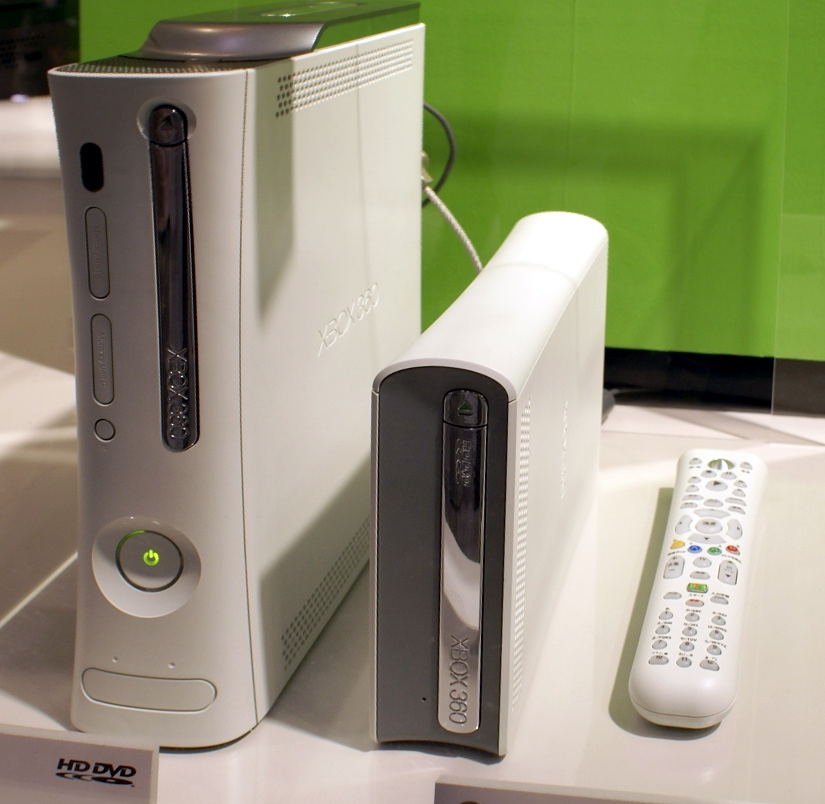
Xbox 360（左）的外接式HD DVD光碟機（中）及其遙控器（右）

微軟於2006年1月CES大會表示將於年底推出HD-DVD外接光碟機。Xbox 360外接式HD-DVD光碟機將完全支援HD-DVD播放機所具備的基本影音規範與功能，影像解碼則由GPU Xenos與中央處理器負責。該外接式光碟機採用USB2.0介面與主機連接，本體並另含兩組USB2.0連接埠。2006年11月微軟開放了Live Marketplace的服務，美國用戶可於Live賣場購買由各大好萊塢片商與電視公司提供之商業影片、電視影集下載至主機觀看。片源種類涵蓋了最新的電影與電視影集。
2007年1月微軟於CES大會上宣佈將於2007年末在Xbox 360上推出IPTV服務，與美國各網路服務商與頻道提供商合作，以網路串流技術實現隨選視訊之平台。Xbox 360的IPTV將不僅止於單純地線上觀看電視頻道之功能，該系統將與Xbox Live完整結合，可讓使用者於背景錄製節目，暢玩遊戲與線上好友語音視訊聊天。

### 降價與改版
2007年3月29日微軟宣佈售價479美元的Xbox 360 Elite精英版主機將於一個月後於美國上市。Elite版主機與手把為全黑塗裝，新增HDMI原生輸出端口與提升硬碟容量至120 GB，4月29日在北美各大賣場上市。Elite初期需求量超乎業界預期。8月8日微軟宣佈北美即日起無硬碟之遊樂版Xbox 360主機售價降至279美元、有20 GB硬碟之豪華版降至349美元、精英版降至449美元。豪華版新增HDMI輸出支援，並全面搭載2007年夏季起用於繪圖晶片的新型熱導管以加強散熱對流效率。2008年9月5日微軟Xbox Live首席程式設計師Larry Major Nelson Hryb宣佈北美Xbox 360遊樂版售價降至199美元、有60 GB硬碟豪華版降至299美元、菁英版降至399美元。

### New Xbox Experience
2008年11月19日微軟在Xbox Live上推出更新，名為NXE（New Xbox Experience），讓玩家能夠如同Wii的Mii功能一樣創造屬於自己的虛擬人偶，並對瀏覽介面做大幅度更新，最重要的是，支援硬碟安裝執行，可將遊戲複製到Xbox 360硬碟中，加快遊戲讀取速度。

### 新型Xbox 360主機與Kinect
2009年6月1日微軟於E3遊戲展中公佈代號為Project Natal的體感裝置，讓玩家可以透過玩家的肢體動作或語音來進行Xbox 360介面以及遊戲的操控。隔年6月，微軟在E3遊戲展中宣佈Project Natal體感裝置的正式名稱為Kinect，並預計於11月在美國上市，售價149美元。會中並發表了新型Xbox 360主機Xbox 360 S。新的輕薄版主機改變了原先的外觀、縮小尺寸並減輕重量，250GB版本主機外殼改採鋼琴烤漆並大幅降低了主機運作時的噪音和耗電量，並內建Wi-Fi 802.11a/b/g/n高速無線網路與Kinect專用連接埠。新型Xbox 360主機於發表同日在美國上市。2010年8月21日新型Xbox 360 250GB主機在台灣上市。11月4日Kinect正式在美國上市，11月18日在香港上市，11月20日在日本及台灣上市。
2011年1月7日，微軟在CES展上宣佈Xbox 360主機的全球銷售量突破5000萬部，Kinect體感裝置則達到800萬部。2011年6月，微軟宣佈Xbox 360全球累積銷售量達到5500萬部。2012年9月，微软宣布Xbox 360全球累積銷售量達到7000萬部。

## 硬件架構

### 主機芯片

#### Xenon核心
2005年11月上市的豪華版和核心版採用的初版設計。
- IBM90nmCPU，三核心，1.65亿晶体管，核心面积168mm2
- ATI90 nmGPU和版載DRAM
- Low profile GPU散熱器
- 標準CPU散熱器
- 203W電源，12V電流16.5A

IBM 90 nm CPU
ATI 90 nm GPU和嵌入式DRAM

#### Zephyr核心
Zephyr是第一款試圖修復三紅問題並加入HDMI接口的改進版。2007年5月的菁英版首次引入該設計。2007年7月豪華版本也開始採用Zephyr主板。
- 新的精英版採用120G 硬碟
- 更新的主板佈局
- HDMI輸出
- CPU周邊加入膠粘劑
- 加入熱管的GPU散熱器
- CPU和GPU製程仍為90 nm

CPU和GPU周邊都加上了膠粘劑，將晶片和主板更牢靠的固定在一起。

#### Falcon核心
2007年8月之後生產的所有Xbox 360豪華版和遊樂版主機都採用了新的65 nm CPU及新散熱器，但GPU仍然是90 nm，散熱器也和Zephyr一樣。這款改進版基於Zephyr，並減少了一些電容和電感，降低了成本。從2007年9月開始出貨Xbox 360豪華版主機開始採用Falcon主板。Xbox 360菁英版最終也採用了這款主板。LOT號在0734以後的Xbox 360採用Falcon的可能性最大。
- IBM 65 nm CPU
- ATI 90 nm GPU
- 體積更大，經過改進的CPU散熱器
- 穩壓器、電容和電感等元件減少
- 175W電源，12V電流降至14.2A，電源接口改變（避免被插入之前版本的主機）

GPU上的嵌入式DRAM面積減小

#### Opus核心
這是一款介於65 nm和90 nm CPU之間的版本，採用了新的散熱器但沒有HDMI接口，裝入Xenon的外殼中，僅用於返修機。這款主板於2008年7月底在返修機上出現。
- 基於Falcon主板
- 沒有HDMI接口
- IBM 65 nm CPU
- ATI 90 nm GPU
- Falcon CPU散熱器
- Zephyr GPU散熱器

#### Jasper核心
Jasper在2008年11月底在遊樂版主機上出現。採用65 nm GPU進一步降低了成本。電源功率也進一步降低到150W。12V電流降至12.1A（12.1A x 12V = 145.2W）。板載閃存升級到256MB以便安裝NXE（New Xbox Experience）更新，而不需要再外接記憶卡；目前日本與美國已有512MB。
- IBM 65 nm CPU
- ATI 65 nm GPU
- 150W電源，12V電流為12.1A，採用新電源接口（避免被插入之前版本的主機）
- 板載閃存從16MB升級到256MB，和NXE更新的體積相適應

#### Valhalla核心
Valhalla核心使用在在2010年6月14日E3展會上發佈的Xbox 360 Slim上，採用45 nm的CPU和GPU進一步降低成本和功耗。

### GPU
Xbox 360的圖型處理器（GPU）是ATI全新設計的R500（“Xenos”）GPU
- 一共3.37億個晶體管
- 500MHz運行頻率GPU（90納米製程，2.32億個晶體管）
- 500 MHz 10MB內嵌DRAM記憶體（90納米製程，1.05億個晶體管）
  - NEC設計的eDRAM有處理彩色、阿爾法混合（Alpha Blending）、Z軸／模板緩存（Zbuffer）、抗鋸齒（Anti-alias）的邏輯功能。
- 48路並聯浮點動態著色管線，由於是統一著色結構，所以頂點及像素命令皆可處理
  - 每條管線擁有4個邏輯運算單元用以處理頂點或像素著色命令
  - 統一著色運算架構（這代表每條管線都能夠運算像素或頂點著色命令）
  - 支持DirectX 9.0的3.0著色模式，對有DirectX10著色模式實現有限度支持
  - 每個時鐘週期可以處理兩個著色命令
  - 通過所有著色管線並聯每個時鐘週期一共可以處理96個著色命令
  - 著色性能：每秒處理480億個著色命令
- 每個時鐘週期處理16個已過濾和16個未過濾的貼圖
- 多邊形最大處理性能：每秒5億個三角形
- 像素填充：在4倍多重反鋸齒（MSAA）情況下每秒160億個
- 粒子能力：最大理論值每秒0.96億，與CPU協作時最大理論值為3.36億
- Xenos內建10MB eDram的設計之訴求在於有效降低傳統GPU架構在執行反鋸齒下對於效能的衝擊。

### 記憶體
- 512MB GDDR3
- 700MHz（等效於1400MHz）
- 共享記憶體架構（UMA）

### 系統頻寬
頻寬數據：
- 22.4 GB/s記憶體總線界面（基於128 bit位寬總線，每時鍾週期700 MHz×2次訪問（每波峰一次）)
- 256 GB/s eDRAM邏輯內部到eDRAM內部記憶體帶寬
- 32 GB/s GPU到eDRAM帶寬（基於64bit DDR總線，每時鍾週期2 GHz×2次訪問）
- 21.6 GB/s 前端總線（上下行各10.8 GB/s）
- 1 GB/s 南橋帶寬（上下行各500 MB/s）

### 支援影像播放格式
Xbox 360支援自外接USB隨身碟媒介以檔案選取方式進行媒體播放
- DVD MPEG2
- WMV 9、VC-1、WMVHD
- MPEG4/AVC H.264—Up to 15Mbps從Baseline、Main至最高的High Profile組態。兩聲道

AAC LC Main Profile的聲音輸出AAC LC與Main Profile。
- MPEG4 Part2—Up to 8Mbps，SImple Profile。兩聲道AAC LC Main Profile的聲音輸出。

MPEG4/AVC/H.264將於2007年5月春季系統更新後提供支援。

#### 支援解析度
| 分辨率            | 縱橫比 | 百萬像素     | 標準                  | 輸出（RGB輸出使用VGA連線或SCART）,Xbox 360 Elite:HDMI輸出 |
| ----------------- | ------ | ------------ | --------------------- | --------------------------------------------------------- |
| 640x480隔行掃瞄   | 4:3    | 0.31隔行掃瞄 | 480i                  | 複合端子／S-端子／色差端子／RGBHV／RGB-SCART／HDMI        |
| 640x480           | 4:3    | 0.31         | VGA／480p             | 色差端子／RGBHV                                           |
| 848x480           | 16:9   | 0.41         | WVGA／Widescreen 480p | RGBHV                                                     |
| 1024x768          | 4:3    | 0.79         | XGA                   | RGBHV                                                     |
| 1280x720          | 16:9   | 0.92         | 720p                  | 色差端子／RGBHV／HDMI                                     |
| 1280x768          | 5:3    | 0.98         | WXGA                  | RGBHV                                                     |
| 1366x768          | 16:9   | 1.04         | WXGA                  | RGBHV                                                     |
| 1280x1024         | 5:4    | 1.31         | SXGA                  | RGBHV                                                     |
| 1440x900          | 16:10  | 1.29         | WXGA+                 | RGBHV                                                     |
| 1680x1050         | 16:10  | 1.76         | WSXGA+                | RGBHV                                                     |
| 1920x1080隔行掃瞄 | 16:9   | 2.07隔行掃瞄 | 1080i                 | 色差端子                                                  |
| 1920x1080         | 16:9   | 2.07         | 1080p                 | 色差端子／RGBHV／HDMI                                     |

#### 主機類別
| 型號名稱     | 主機顏色       | 硬碟容量 | Xbox遊戲兼容 | Usb端子 | 網路類型               | CPU製程 | GPU製程 | HDMI端子 | 光纖端子 | 備註                                   |
| ------------ | -------------- | -------- | ------------ | ------- | ---------------------- | ------- | ------- | -------- | -------- | -------------------------------------- |
| 核心版       | 灰白           | 無       | 需另購硬碟   | 3個     | 無網路線，沒有無線網路 | 90 nm   | 90 nm   | 無       | 無       | 無銀色托盤／無耳筒／有線控制器／已停售 |
| Arcade遊樂版 | 灰白           | 無       | 需另購硬碟   | 3個     | 網路線，沒有無線網路   | 65 nm   | 65 nm   | 有       | 有       | 無銀色托盤／無耳筒                     |
| 豪華版       | 灰白           | 20G      | 可以         | 3個     | 網路線，沒有無線網路   | 90 nm   | 90 nm   | 無       | 有       | 已停售                                 |
| 豪華版       | 灰白           | 60G      | 可以         | 3個     | 網路線，沒有無線網路   | 65 nm   | 65 nm   | 有       | 有       | 已停售                                 |
| ELITE旗艦版  | 黑色           | 120G     | 可以         | 3個     | 網路線，沒有無線網路   | 65 nm   | 65 nm   | 有       | 有       | 已停售                                 |
| XBOX 360 S   | 黑色           | 4G       | 需另購硬碟   | 5個     | 網路線與無線網路       | 45 nm   | 45 nm   | 有       | 有       | 無                                     |
| XBOX 360 S   | 黑色（鏡面）   | 250G     | 可以         | 5個     | 網路線與無線網路       | 45 nm   | 45 nm   | 有       | 有       | 無                                     |
| XBOX 360 S   | 冰晶白（鏡面） | 4G       | 需另購硬碟   | 5個     | 網路線與無線網路       | 45 nm   | 45 nm   | 有       | 有       | 無                                     |
| XBOX 360 E   | 黑色           | 250G     | 可以         | 4個     | 網路線與無線網路       | 45 nm   | 45 nm   | 有       | 無       | 無                                     |
| XBOX 360 E   | 黑色           | 4G       | 需另購硬碟   | 4個     | 網路線與無線網路       | 45 nm   | 45 nm   | 有       | 無       | 無                                     |

| 名稱              | 手把             | 耳筒       | 影音端子                                    | 網路周邊         | 電源線 | 售價（HK/NT） | 備註                                               |
| ----------------- | ---------------- | ---------- | ------------------------------------------- | ---------------- | ------ | ------------- | -------------------------------------------------- |
| 無硬碟核心版      | 灰白有線手把x1   | 無耳筒     | AV端子x1                                    | 無               | 203wx1 | 1699/10888    | 無銀色托盤／這裡的新台幣價格為最初發售價格／已停售 |
| Arcade遊樂版      | 灰白無線手把x1   | 無耳筒     | AV端子x1,有HDMI孔（HDMI端子需另購）         | 無               | 150wx1 | 1799/6980     | 無銀色托盤／256MB內存                              |
| 20G豪華版         | 灰白色無線手把x1 | 有線耳筒x1 | 色差端子x1                                  | ETHERNET網路線x1 | 203wx1 | 2499/13888    | 這裡的新台幣價格為最初發售價格／已停售             |
| 60G豪華版         | 灰白無線手把x1   | 有線耳筒x1 | AV色差2合1端子x1,有HDMI孔（HDMI端子需另購） | ETHERNET網路線x1 | 150wx1 | 2499/10360    | 已停售                                             |
| 120G ELITE旗艦版  | 黑色無線手把x1   | 有線耳筒x1 | AV端子x1,有HDMI孔（HDMI端子需另購）         | ETHERNET網路線x1 | 150wx1 | 2369/10360    | 無                                                 |
| 4G S Kinect同捆   | 黑色無線手把x1   | 無耳筒     | AV端子x1,有HDMI孔（HDMI端子需另購）         | ETHERNET網路線x1 | 135wx1 | 2499/9888     | 5*USB 2.0,1*KINECT AUX                             |
| 250G S Kinect同捆 | 黑色無線手把x1   | 有線耳筒x1 | AV端子x1,有HDMI孔（HDMI端子需另購）         | ETHERNET網路線x1 | 135wx1 | 3099/12888    | 5*USB 2.0,1*KINECT AUX                             |
| 4G S              | 黑色無線手把x1   | 無耳筒     | AV端子x1,有HDMI孔（HDMI端子需另購）         | ETHERNET網路線x1 | 135wx1 | */6980        | 5*USB 2.0,1*KINECT AUX                             |
| 250G S            | 黑色無線手把x1   | 有線耳筒x1 | AV端子x1,有HDMI孔（HDMI端子需另購）         | ETHERNET網路線x1 | 135wx1 | 2499/9888     | 5*USB 2.0,1*KINECT AUX                             |
| 4G E              | 黑色無線手把x1   | 無耳筒     | AV端子x1,有HDMI孔（HDMI端子需另購）         | 無               | 115wx1 | */6980        | 4*USB 2.0,1*KINECT AUX                             |
| 4G E Kinect同捆   | 黑色無線手把x1   | 無耳筒     | AV端子x1,有HDMI孔（HDMI端子需另購）         | 無               | 115wx1 | */9888        | 4*USB 2.0,1*KINECT AUX                             |
| 250G E Kinect同捆 | 黑色無線手把x1   | 無耳筒     | AV端子x1,有HDMI孔（HDMI端子需另購）         | 無               | 115wx1 | */10360       | 4*USB 2.0,1*KINECT AUX                             |

### 手柄
因为Xbox 360控制器在美国很流行，已经被美国海军采用于弗吉尼亚级核潜艇的潜望镜控制系统上。

## 保修時間
三紅燈及E74問題微軟提供三年保修，其他主機問題，提供一年保修。

## 360芯片与索尼CELL芯片的开发竞争
两位担任Cell处理器研发重梁的工程师David Shippy与Mikie Phipps，在新书The Race For A New Game Machine中回忆起2001年Sony/IBM/Toshiba三者投资40亿美元Cell五年计划如何与微软的新主机研发产生联系。IBM在整个计划中提供研发人力，设于美国德州Austin的研发总部有着Sony及Toshiba派遣的工程师团队，大家一同生活吃住，目标为2005年圣诞节让PS3上市。
就当2002年微软与IBM接触后，事情有了变化。在IBM的Adam Bennett甚至向微软公开正在开发中的Cell规格详图，微软决定交由IBM研发新主机的CPU，至此IBM两手掌握两大订单，即索尼PS3和Xbox 360芯片开发。
一段诡奇的回忆：同住于紧邻小卧间的IBM的员工得对来自Sony与Toshiba的工程师保密以防他们为微软设计处理器的合约计划泄漏，而360处理器晶片的验证进度也比Cell超前。Shippy先生感受到一股良知上的煎熬，称自己的本性已被污染，因为他是在用着之前为PS3主机处理器设计过程中所学到的经验在与微软工程师协同规划新处理器的架构需求。
Sony遭遇的惨事不只于此，就当IBM完成两大公司的设计合约后，IBM的晶片制造部门却发生问题。相比于未预料到此巨变的Sony因此遭受六周的推迟才拿到第一批Cell晶片，微软将备用产能转移于第三厂商的先见之明让微软比Sony还早拿到新主机的处理器晶片。微软拿到了Sony出钱培养工程师积累经验后研发的晶片，及时赶上2005年11月首发Xbox 360，而PS3最终因一连串阻扰导致推迟一年上市。

## 外部連結
- Xbox（美國） （页面存档备份，存于）
- Xbox（日本） （页面存档备份，存于）
- Xbox（台灣） （页面存档备份，存于）
- Xbox（香港） （页面存档备份，存于）
- Xbox（简体中文） （页面存档备份，存于）